# Gerónimo Barbadillo
Gerónimo Barbadillo González (* 24. September 1952 in Lima), auch bekannt unter seinem Spitznamen Patrulla, ist ein ehemaliger peruanischer Fußballspieler, der einige Jahre seiner Karriere in Italien verbrachte. Zudem nahm er mit der Nationalmannschaft seines Heimatlandes an der Fußball-Weltmeisterschaft 1982 in Spanien teil.

## Karriere

### Vereinskarriere
Gerónimo Barbadillo, geboren am 24. September 1952 in der peruanischen Hauptstadt Lima, begann mit dem Fußballspielen bei den Sport Boys aus Callao. Nachdem er von 1972 bis 1973 zwei Jahre lang dort aktiv gewesen war, wechselte der Angreifer zur Saison 1974 zu Defensor Lima, wo er die kommenden zwei Jahre unter Vertrag stand. Defensor Lima war 1973 zum ersten und bis heute einzigen Mal peruanischer Fußballmeister geworden und spielte in Barbadillos erster Saison in der Copa Libertadores. Dort drang man überraschend als Erster der Vorrundengruppe vier vor CD El Nacional, Universidad Católica de Quito sowie Sporting Cristal in die zweite Gruppenphase vor, wo man dann jedoch ohne Punktgewinn ausschied. 
Inmitten der peruanischen Saison 1975 verließ Gerónimo Barbadillo Defensor Lima und wechselte nach Mexiko zu UANL Tigres, wo er durchaus erfolgreiche sieben Jahre von Sommer 1975 bis Sommer 1982. Mit UANL Tigres wurde Barbadillo in den Jahren 1977/78 und 1981/82 zweimal mexikanischer Fußballmeister, zudem gelang 1975/76 durch einen Endspielsieg gegen Club América auch der Pokalsieg. Gerónimo Barbadillo konnte mit seinen Leistungen in Mexiko auch das Interesse europäischer Vereine auf sich lenken. So erhielt er 1982 ein Angebot des US Avellino aus der italienischen Serie A, damals die wohl beste Fußballliga der Welt. Somit spielte der Peruaner ab Sommer 1982 in der Stadt am Golf von Neapel.
Für die US Avellino machte Gerónimo Barbadillo in drei Jahren 81 Ligaspiele im Rahmen der ersten italienischen Fußballliga und erzielte in dieser Zeit insgesamt zehn Tore, für einen Stürmer ein eher durchschnittlicher Wert. Tabellarisch gesehen schaffte der Peruaner in allen drei Spielzeiten, die er in Avellino verbrachte, den Klassenerhalt mit dem süditalienischen Verein, wobei mit einem neunten Platz in der Serie A 1982/83 das beste Resultat dieser Zeit gelang. 1985 unterschrieb Gerónimo Barbadillo einen Kontrakt bei Ligarivalen Udinese Calcio, mit dem er als Dreizehnter der Serie A 1985/86 mit nur zwei Punkten Vorsprung auf den ersten Absteiger SC Pisa den Absturz in die Zweitklassigkeit nur knapp vermied. Im Saisonverlauf kam Barbadillo zu 22 Ligaspielen für Udine und erzielte dabei drei Treffer.

### Nationalmannschaft
Zwischen 1973 und 1986 bestritt Gerónimo Barbadillo insgesamt 20 Länderspiele für die peruanische Fußballnationalmannschaft. In diesen zwanzig Spielen gelangen ihm drei Torerfolge. Vom brasilianischen Trainer Tim wurde ins Aufgebot der Südamerikaner für die Fußball-Weltmeisterschaft 1982 in Spanien berufen. Bei dem Turnier scheiterte die peruanische Auswahl um Kapitän Teófilo Cubillas jedoch bereits nach der Vorrunde als Gruppenletzter hinter Polen, dem späteren Weltmeister Italien sowie WM-Neuling Kamerun. Einzig gegen die kamerunische und die italienische Auswahl waren Unentschieden gelungen, gegen Polen kam man mit 1:5 unter die Räder. Gerónimo Barbadillo wurde bei dieser Weltmeisterschaft – der bis heute letzten für die peruanische Nationalmannschaft – in allen drei Turnierspielen eingesetzt. Bei zwei Einwechslungen erlebte er das 1:1-Remis gegen die Italiener von Beginn an, wurde aber in der 65. Minute gegen Guillermo La Rosa ausgetauscht.
Bereits sieben Jahre vor der Weltmeisterschaft in Spanien hatte Gerónimo Barbadillo seinen größten Erfolg mit der peruanischen Nationalelf, als man bei der Copa América 1975 sehr erfolgreich war und sich am Ende durch einen 1:0-Finalsieg gegen Kolumbien den Titel des Südamerikameisters sicherte. Dies war erst der zweite Titel für Peru in diesem Wettbewerb, nachdem man sich bereits 1939 einmal durchgesetzt hatte.

## Erfolge
Nationalmannschaft
- Copa América 1×:1975

UANL Tigres
- Mexikanische Meisterschaft 2×: 1977/78, 1981/82
- Mexikanischer Pokalsieg 1×: 1975/76